# マコーリー (誘導馬)
マコーリー（英:McCaulejye、1985年 - 2016年9月25日）は、ニュージーランド生まれで日本で活動した誘導馬。15年に渡り兵庫県競馬組合・園田競馬場で誘導馬を務め、晩年は「日本最高齢の誘導馬」として、また「じいちゃん」の愛称でも知られた。

## 来歴
1985年にニュージーランドにて生を受ける。両親は不詳。1995年、JRA競馬学校の練習馬として供用。1998年に京都競馬場で乗馬センターの乗用馬を務める（乗馬時代に廣瀨航が「人生初騎乗馬」として騎乗している）傍ら誘導馬としてデビュー。2001年に園田競馬場に移る。以後15年間の長期に渡り園田・姫路競馬場で誘導馬の役割を担った。同競馬場では2007年のぬいぐるみを皮切りにマコーリーのグッズが販売される、2013年に登場したマスコットキャラクター『そのたん』のモデルとなるなど、その白い馬体や愛らしい顔つきでアイドル誘導馬として人気を集めた。2012年の摂津盃本馬場入場では、当地出身でこの年東京優駿（日本ダービー）を優勝した岩田康誠を鞍上に迎え、初のナイター重賞開催に華を添えた。
晩年は体調を崩しやすくなり、最大時600キロほどあった馬体重も450キロほどまで減少するなどの衰えが見られ、2015年10月16日の姫山菊花賞での本馬場入場を最後に誘導馬を引退。当日はマコーリー写真展コーナーとグッズショップが臨時オープンするなどの盛況ぶりで、実況アナウンサーの竹之上次男が「出走馬の紹介をしていても、誰も出走馬を見ていない。ああいう光景をはじめてみた」と語るほど、重賞競走でありながらマコーリー目当ての観客が集まった。引退後は装鞍所脇の誘導馬馬房で余生を過ごしており、時折イベントなどでファンにお披露目されることもあった。なお、マコーリーの持つ最高齢誘導記録（2015年10月16日・当時30歳）は、2023年10月20日に同じ園田所属のアイスバーグ（2024年2月21日、現役誘導馬のまま31歳で死亡）により更新されている。
2016年9月25日、いつもはご飯をねだるマコーリーが起き上がらないことに競馬場の警備員が気づいたが、その後起き上がることなく、老衰のため15時20分頃に息を引き取った。装鞍所の管理者である稲葉収は「亡くなった日の朝、よう起きなかったんです。ぼくら集まって介抱したんですけど、起きることができなかった」「立とうと何回も試みるんです。だけど脚がシビれてたんでしょうね、長いこと寝たままでしたから。バナナを食べさせたり、ポカリスウェット〈原文ママ〉をボウルに入れて飲ませたり。のどが渇いてたんでしょう、いっぱい飲みました。最後は安らかに…ホントに安らかな顔してました。いい死に顔でしたよ」とその最期を語った。
死後、マコーリーのDVD写真集を作成するクラウドファンディングが企画され、目標金額を倍近く上回る支援が寄せられた。園田競馬場「そのたんショップ」では、今もマコーリーの写真が飾られており、DVD写真集が販売されている。名誉誘導馬として場内を見守っている。